# Xã Sugar Island, Michigan
Xã Sugar Island (tiếng Anh: Sugar Island Township) là một xã thuộc quận Chippewa, tiểu bang Michigan, Hoa Kỳ. Năm 2010, dân số của xã này là 652 người.